# Kilmarnock Football Club 2015-2016
Questa voce raccoglie le informazioni riguardanti il Kilmarnock Football Club nelle competizioni ufficiali della stagione 2015-2016.

## Stagione
- In Scottish Premiership il Kilmarnock si classifica all'11º posto (36 punti) e mantiene la massima serie vincendo allo spareggio contro il Falkirk (4-1 complessivo).
- In Scottish Cup viene eliminato agli ottavi di finale dai Rangers (1-2).
- In Scottish League Cup viene eliminato al terzo turno dagli Hearts (2-3).

## Maglie e sponsor
| Casa | Trasferta |

## Rosa
| N. |                             | Ruolo | Calciatore              |
| -- | --------------------------- | ----- | ----------------------- |
| 1  | Scozia (bandiera)           | P     | Mark Ridgers            |
| 2  | Scozia (bandiera)           | D     | Ross Barbour            |
| 3  | Scozia (bandiera)           | D     | Steven Smith (capitano) |
| 4  | Scozia (bandiera)           | D     | Jamie Hammill           |
| 5  | Scozia (bandiera)           | D     | Stuart Findlay          |
| 6  | Irlanda (bandiera)          | C     | Mark Connolly           |
| 7  | Scozia (bandiera)           | C     | Rory McKenzie           |
| 8  | Scozia (bandiera)           | C     | Scott Robinson          |
| 9  | Scozia (bandiera)           | A     | Kris Boyd               |
| 10 | Scozia (bandiera)           | A     | Chris Johnston          |
| 11 | Inghilterra (bandiera)      | C     | Kallum Higginbotham     |
| 12 | Inghilterra (bandiera)      | D     | Daryl Westlake          |
| 13 | Irlanda del Nord (bandiera) | P     | Conor Brennan           |
| 14 | Scozia (bandiera)           | D     | Mark O'Hara             |
| 16 | Inghilterra (bandiera)      | C     | Tope Obadeyi            |
| 17 | Scozia (bandiera)           | C     | Aaron Splaine           |

| N. |                             | Ruolo | Calciatore      |
| -- | --------------------------- | ----- | --------------- |
| 18 | Scozia (bandiera)           | D     | Lee Ashcroft    |
| 19 | Scozia (bandiera)           | C     | Craig Slater    |
| 20 | Scozia (bandiera)           | A     | Dale Carrick    |
| 21 | Scozia (bandiera)           | P     | Jamie MacDonald |
| 22 | Scozia (bandiera)           | D     | Kevin McHattie  |
| 23 | Scozia (bandiera)           | A     | Greg Kiltie     |
| 24 | Scozia (bandiera)           | D     | David Syme      |
| 26 | Inghilterra (bandiera)      | D     | Conrad Balatoni |
| 27 | Irlanda del Nord (bandiera) | D     | Lee Hodson      |
| 28 | Irlanda del Nord (bandiera) | A     | Josh Magennis   |
| 29 | Irlanda (bandiera)          | C     | Gary Dicker     |
| 32 | Scozia (bandiera)           | C     | Greg Taylor     |
| 33 | Scozia (bandiera)           | C     | Dean Hawkshaw   |
| 36 | Francia (bandiera)          | C     | Julien Faubert  |
| 37 | Scozia (bandiera)           | A     | Scott McLean    |
| 39 | Scozia (bandiera)           | C     | Adam Frizzell   |

## Risultati

### Scottish Premiership
| Arbitro: | Bobby Madden |

|  |           |                                                               |
|  | Marcatori | 34’ Greg Stewart 45+1’ Rory Loy 47’ Rory Loy 78’ Greg Stewart |

| Arbitro: | Steven McLean |

|                                           |           |  |
| Graeme Shinnie 37’ Adam Rooney 56’ (rig.) | Marcatori |  |

| Arbitro: | Crawford Allan |

|                                                  |           |                                   |
| Josh Magennis 44’ Kallum Higginbotham 88’ (rig.) | Marcatori | 2’ Leigh Griffiths 55’ Nir Bitton |

| Arbitro: | Alan Muir |

|                                |           |                                 |
| Kris Doolan 9’ Kris Doolan 78’ | Marcatori | 38’ Rory McKenzie 85’ Kris Boyd |

| Arbitro: | Don Robertson |

|  |           |                                                                   |
|  | Marcatori | 2’ Liam Boyce 4’ Jonathan Franks 29’ Liam Boyce 35’ Andrew Davies |

| Arbitro: | Steven McLean |

|                        |           |  |
| Louis Moult 13’ (rig.) | Marcatori |  |

| Arbitro: | Brian Colvin |

|                        |           |                                                   |
| Billy McKay 66’ (rig.) | Marcatori | 44’ (rig.) Kallum Higginbotham 88’ Kevin McHattie |

| Arbitro: | Willie Collum |

|                                           |           |                       |
| Josh Magennis 40’ Brian Easton 60’ (aut.) | Marcatori | 17’ David Wotherspoon |

| Arbitro: | Don Robertson |

|                 |           |                                   |
| Greg Kiltie 34’ | Marcatori | 49’ Dougie Imrie 64’ Ali Crawford |

| Arbitro: | John Beaton |

|                         |           |                     |
| Jamie Walker 40’ (rig.) | Marcatori | 79’ Conrad Balatoni |

| Arbitro: | Stephen Finnie |

|                                     |           |  |
| Greg Kiltie 45+1’ Josh Magennis 66’ | Marcatori |  |

| Arbitro: | Andrew Dallas |

|                 |           |                                   |
| Rhys Healey 76’ | Marcatori | 9’ Josh Magennis 48’ Steven Smith |

| Arbitro: | Bobby Madden |

|  |           |                 |
|  | Marcatori | 87’ Louis Moult |

| Arbitro: | Crawford Allan |

|                                               |           |                 |
| Michael Francis O'Halloran 23’ Chris Kane 49’ | Marcatori | 2’ Steven Smith |

| Glasgow 21 novembre 2015, ore 16:00 15ª giornata | Celtic       | 0 – 0 referto | Kilmarnock | Celtic Park (45.000 spett.)\| Arbitro: \| Bobby Madden \| |
| Arbitro:                                         | Bobby Madden |               |            |                                                           |

| Arbitro: | Craig Thomson |

|                                     |           |                                                                                        |
| Josh Magennis 23’ Mark Connolly 72’ | Marcatori | 7’ Kris Doolan 15’ Kris Doolan 52’ Gary Fraser 52’ Robbie Muirhead 75’ Robbie Muirhead |

| Arbitro: | John Beaton |

|              |           |                        |
| Kris Boyd 4’ | Marcatori | 24’ (rig.) Billy McKay |

| Arbitro: | Barry Cook |

|                                 |           |                   |
| Iain Vigurs 14’ Iain Vigurs 32’ | Marcatori | 87’ Mark Connolly |

| Arbitro: | Steven McLean |

|  |           |                                                                |
|  | Marcatori | 9’ Niall McGinn 35’ Adam Rooney 46’ Jonny Hayes 80’ Shay Logan |

| Arbitro: | Kevin Clancy |

|  |           |                  |
|  | Marcatori | 69’ Tope Obadeyi |

| Arbitro: | Steven McLean |

|                                                          |           |                                    |
| Craig Curran 12’ Michael Gardyne 50’ Michael Gardyne 56’ | Marcatori | 33’ Tope Obadeyi 48’ Josh Magennis |

| Arbitro: | Alan Muir |

|                                       |           |                                      |
| Conrad Balatoni 43’ Josh Magennis 80’ | Marcatori | 45’ Gavin Reilly 56’ Callum Paterson |

| Arbitro: | Don Robertson |

|                                 |           |                 |
| Greg Kiltie 9’ Craig Slater 51’ | Marcatori | 41’ Ross Draper |

| Arbitro: | Euan Anderson |

|                                                                                    |           |                   |
| Blair Spittal 8’ Mark Durnan 34’ Blair Spittal 39’ John Rankin 44’ Seán Dillon 78’ | Marcatori | 82’ Josh Magennis |

| Arbitro: | Stephen Finnie |

|  |           |                    |
|  | Marcatori | 71’ Carlton Morris |

| Arbitro: | Andrew Dallas |

|  |           |                                  |
|  | Marcatori | 56’ Greg Kiltie 61’ Craig Slater |

| Kilmarnock 20 febbraio 2016, ore 16:00 27ª giornata | Kilmarnock    | 0 – 0 referto | Dundee | Rugby Park (3.688 spett.)\| Arbitro: \| Euan Anderson \| |
| Arbitro:                                            | Euan Anderson |               |        |                                                          |

| Arbitro: | Don Robertson |

|                        |           |  |
| Jamie Walker 7’ (rig.) | Marcatori |  |

| Arbitro: | Stephen Finnie |

|  |           |                                 |
|  | Marcatori | 8’ Alex Schalk 90’ Brian Graham |

| Arbitro: | Euan Anderson |

|                               |           |                   |
| Ash Taylor 37’ Shay Logan 71’ | Marcatori | 47’ Josh Magennis |

| Arbitro: | Alan Muir |

|  |           |               |
|  | Marcatori | 90’ Tom Rogic |

| Glasgow 2 aprile 2016, ore 16:00 32ª giornata | Partick Thistle | 0 – 0 referto | Kilmarnock | Firhill Stadium (4.359 spett.)\| Arbitro: \| Don Robertson \| |
| Arbitro:                                      | Don Robertson   |               |            |                                                               |

| Arbitro: | Crawford Allan |

|                                                            |           |  |
| Kris Boyd 25’ Kallum Higginbotham 65’ Kris Boyd 88’ (rig.) | Marcatori |  |

| Arbitro: | John Beaton |

|                                                           |           |                         |
| Greg Tansey 55’ (rig.) Ross Draper 73’ Danny Williams 76’ | Marcatori | 44’ Kallum Higginbotham |

| Arbitro: | Craig Thomson |

|  |           |                                                                        |
|  | Marcatori | 11’ Greg Kiltie 32’ Greg Kiltie 58’ (rig.) Kris Boyd 77’ Josh Magennis |

| Arbitro: | Andrew Dallas |

|  |           |                                    |
|  | Marcatori | 32’ Steven Lawless 66’ Kris Doolan |

| Arbitro: | Don Robertson |

|              |           |                     |
| Rory Loy 18’ | Marcatori | 55’ Conrad Balatoni |

| Arbitro: | Bobby Madden |

|                                          |           |                                                                     |
| Kallum Higginbotham 27’ Tope Obadeyi 34’ | Marcatori | 12’ Mark Durnan 73’ Simon Murray 82’ Simon Murray 86’ Harry Souttar |

#### Play-off
| Arbitro: | John Beaton |

|              |           |  |
| Vaulks 90+1’ | Marcatori |  |

| Arbitro: | William Collum |

|                                    |           |  |
| Kiltie 3’, 62’ Addison 8’ Boyd 65’ | Marcatori |  |

### Coppa di Scozia
| Arbitro: | Kevin Clancy |

|  |           |                 |
|  | Marcatori | 6’ Craig Slater |

| Glasgow 6 febbraio 2016, ore 13:30 Ottavi | Rangers      | 0 – 0 referto | Kilmarnock | Ibrox Stadium (33.581 spett.)\| Arbitro: \| Bobby Madden \| |
| Arbitro:                                  | Bobby Madden |               |            |                                                             |

| Arbitro: | Bobby Madden |

|                  |           |                                            |
| Rory McKenzie 7’ | Marcatori | 3’ (rig.) Martyn Waghorn 90+2’ Nicky Clark |

### Coppa di Lega
| Arbitro: | John McKendrick |

|                                                                                 |           |                   |
| Kris Boyd 16’ (rig.) Rory McKenzie 70’ Craig Slater 77’ Kallum Higginbotham 90’ | Marcatori | 55’ Darren Lavery |

| Arbitro: | Craig Thomson |

|                                     |           |                                                        |
| Josh Magennis 13’ Josh Magennis 80’ | Marcatori | 74’ Alim Öztürk 90’ Juanma Delgado 90+4’ Sam Nicholson |